# ナタリア・アントユフ
ナタリア・ニコラエヴナ・アントユフ（Natalya Nikolayevna Antyukh、ロシア語: Наталья Николаевна Антюх、1981年6月26日- ）は、ロシアの陸上競技選手。2004年アテネオリンピックの銀メダリスト、2012年ロンドンオリンピックの金メダリストである。サンクトペテルブルク出身。

## 経歴
アントユフは、アテネでは400mと4×400mリレーに出場、400mでは、49秒89で、バハマのトニーク・ウィリアムズ＝ダーリン、メキシコのアナ・ゲバラに次いで銅メダルを獲得。さらにアントユフと、オレシャ・クラスノモベツ、ナタリア・ナザロワ、オレシャ・ジキナとともにロシア代表として臨んだ4×400mリレーでは、3分20秒16の記録で、アメリカに次いで銀メダルを獲得した。

## ドーピング
ドーピング違反による異議申し立てがなかったため、2012年ロンドンオリンピックの400mハードルと4×400mリレーの両メダルは剥奪された。

## 自己ベスト
- 200m - 22秒73 (2012年)
- 400m - 49秒85 (2004年)
- 400mH - 52秒70 (2012年)

## 主な実績
| 年   | 大会                     | 場所                     | 種目         | 結果     | 記録         |
| ---- | ------------------------ | ------------------------ | ------------ | -------- | ------------ |
| 2002 | 世界室内陸上選手権       | ウィーン(オーストリア)   | 400m         | 1位      | 51秒65       |
| 2002 | ヨーロッパ陸上選手権     | ミュンヘン(ドイツ)       | 4×400mリレー | 2位      | 3分25秒59    |
| 2003 | 世界室内陸上選手権       | バーミンガム(イギリス)   | 4×400mリレー | 1位      | 3分28秒45    |
| 2004 | オリンピック             | アテネ(ギリシャ)         | 400m         | 3位      | 49秒89       |
| 2004 | オリンピック             | アテネ(ギリシャ)         | 4×400mリレー | 2位      | 3分20秒16    |
| 2005 | 世界陸上選手権           | ヘルシンキ(フィンランド) | 4×400mリレー | 1位      | 3分20秒95    |
| 2006 | 世界室内陸上選手権       | モスクワ(ロシア)         | 4×400mリレー | 1位      | 3分24秒91    |
| 2007 | ヨーロッパ室内陸上選手権 | バーミンガム(イギリス)   | 4×400mリレー | 2位      | 3分28秒16    |
| 2007 | 世界陸上選手権           | 大阪(日本)               | 400m         | 6位      | 50秒33       |
| 2007 | 世界陸上選手権           | 大阪(日本)               | 4×400mリレー | 4位      | 3分20秒25    |
| 2009 | ヨーロッパ室内陸上選手権 | トリノ(イタリア)         | 4×400mリレー | 1位      | 3分29秒12    |
| 2009 | 世界陸上選手権           | ベルリン(ドイツ)         | 4×400mリレー | 3位      | 3分21秒64    |
| 2012 | オリンピック             | ロンドン(イギリス)       | 400mハードル | 1位 失格 | 52秒70 DQ    |
| 2012 | オリンピック             | ロンドン(イギリス)       | 4×400mリレー | 2位 失格 | 3分20秒23 DQ |